# 知床半島

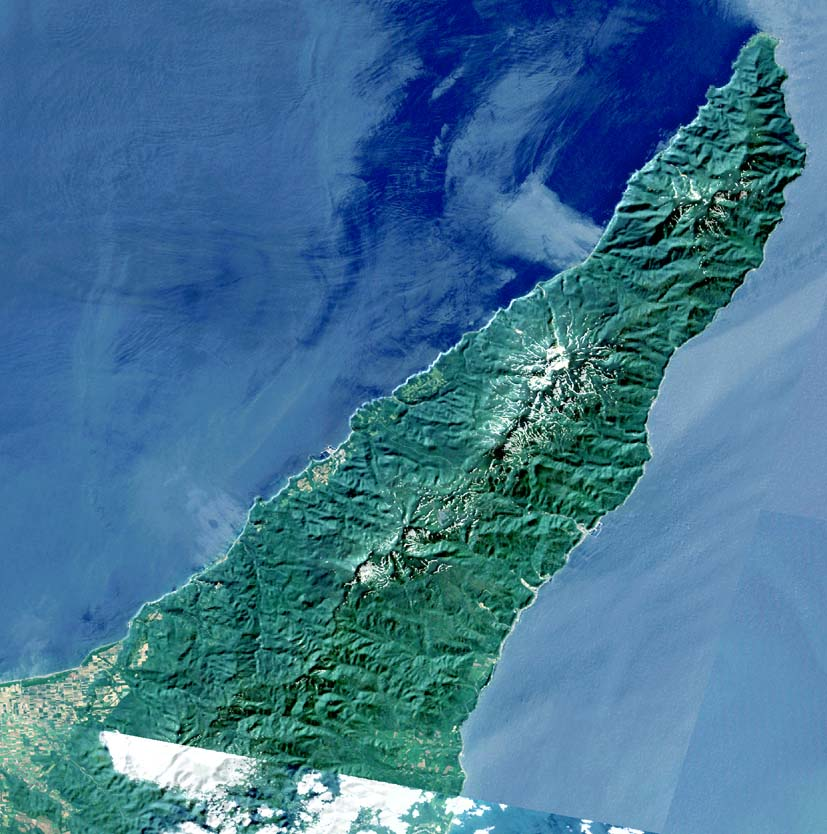

知床半島（日语：／ Shiretoko hantō */?）是日本北海道东北部的一个半岛，突出于鄂霍次克海。1964年，成为知床国立公园，在2005年7月14日於南非召開的第29届世界自然遺產會議中，決定把知床半島列為世界自然遺產，並於2005年7月17日以"位于北半球，並且能够看见浮冰的最南地区之一"正式登錄。
名稱的由來是愛奴語的（sir-etok），意味大地之果，大地突出之所，地球的尽头。

## 地理
知床半岛有知床岳（1,253.9米）、海别岳（1,419.3米）、知床硫磺山（1,562.0米）以及最高峰为海拔1,661m的罗臼岳。半岛长70公里，宽25公里，面积为1,230平方公里。半岛处于千岛火山带。
行政區劃上，西北側為斜里郡斜里町，東南側為目梨郡羅臼町。

## 參照
- 知床國立公園
- 知床岬

## 外部連結
- （日語）知床國立公園 （页面存档备份，存于）